# Венский штадтбан
Венский штадтбан (нем. Wiener Stadtbahn) — бывшая система общественного транспорта Вены, функционировавшая под этим названием с 1898 по 1989 год. Сегодня линии венского метро (нем. U-Bahn) U4 и U6, а также местная скоростная железная дорога используют инфраструктуру бывшего штадтбана. Название «штадтбан» восходит к использованию данного термина на рубеже XIX—XX веков для обозначения «полномасштабной» железной дороги в черте города, отделённой от всех других видов транспорта; иной смысл имеет термин «Stadtbahn», который стал использоваться в Германии после Второй мировой войны. Венский штадтбан является одним из наиболее известных образцов городской архитектуры в стиле ар-нуво. Наиболее известными зданиями являются два бывших входа на станции Карлсплац, которые в настоящее время используются как кафе и музей, а также отдельный павильон Хофпавиллон, построенный специально для императора Франца-Иосифа и расположенный в восточной части станции Хитцинг; сохранились и некоторые другие исторические станции, в том числе — в пригородах Вены.

## История
Венский штадтбан был построен в период между 1894 и 1901 годом — одновременно с проведением работ по регулированию русла реки Вены и Дунайского канала. Фактически были проложены только пять линий из гораздо более обширной запланированной сети: нем. Wientallinie (линия Венской долины), линия Дунайского канала, линия Второго округа, линия Гюртель (нем. Gürtel) и пригородная линия Форортелини (нем. Vorortelinie). Кроме того, был построен небольшой участок трассы, соединяющий линии Гюртель и Дунай между станциями Нуссдорферштрассе и Фриденсбрюке.
Из линий, которые не были построены, две должны были пересечь центр города, а одна должна была продолжить линию Гюртель вдоль южной дороги. Это могло бы сделать штадтбан как более привлекательным для пассажиров, так и более полезным для транспортировки товаров — но финансовые ограничения воспрепятствовали продолжению строительства. Структура венской сети штадтбана также предполагала её военное использование — это требовало полного соблюдения правил, созданных для магистральных железных дорог и интеграции штадтбан с обычным железнодорожным сообщением, что, в свою очередь, увеличивало затраты. Когда линии постепенно открывались (в четыре этапа между 1898 и 1901 годом), они не смогли привлечь предполагаемое число пассажиров: простых граждан — из-за высокой стоимости проезда, состоятельных горожан — из-за гари и грязи, производимых паровозами (использовавшихся на линиях по требованию военных), а также и из-за невысокой скорости движения.
Во время Первой мировой войны, в 1918 году, эксплуатация штадтбана была приостановлена из-за нехватки угля. Впоследствии три линии: Винталь, Донауканаль и Гюртель — были арендованы городскими властями. Они были электрифицированы и вновь открылись в 1925 году, под названием «Венская электрическая столичная железная дорога» (нем. Wiener Elektrische Stadtbahn).
В соответствии с новой схемой городского транспорта, линии штадтбана получили однобуквенные обозначения: «D» — Donaukanal, «G» — Gürtel, «W» — Wienfluss. При составлении маршрутов, их можно было объединять между собой для обозначения обслуживаемых линий (например: «GD», «DG» или «WD»). До 1945 года в эксплуатации находилась и линия 18G, от Хайлигенштадта до станции Гумпендорферштрассе.
Во время Второй мировой войны многие станции и участки пути серьёзно пострадали или были полностью разрушены. Их реконструкция продолжалась до 1955 года, при этом ряд исторических станций не был восстановлен. В 1968 году было принято решение о включении линий штадтбана в новую городскую систему метро. Преобразование линии «WD» в ветку метро «U4» было завершено в 1981 году, а линии «G» и «GD» в U6 — в 1989. С тех пор сам термин «штадтбан» перестал использоваться официально.

## Подвижной состав
Специально для использования на Венском штадтбане австрийским инженером Карлом Гёльсдорфом (1861—1916) был разработан специальный тип паровоза — класс «kkStB 30». Его двигатель был усовершенствован для ускорения набора скорости, возможности следовать по крутым уклонам, а также — испускать минимум дыма. Двухосные вагоны строились на основе дизайна Отто Вагнера.
Новый тип подвижного состава, введенный уже после электрификации линий, был спроектирован так, чтобы он мог также использоваться и на трамвайной сети. Новые поезда находились в эксплуатации до 1964 года; с середины 1950-х годов вагоны были существенно перестроены — с использованием стальных рам и нового электрооборудования — и прослужили до 1980-х годов.

## Преобразование в метро
С 1976 года штадтбан был интегрирован в недавно созданную систему венского метро: платформы были подняты, на путях появился третий (контактный) рельс. В то же время, некоторые павильоны и станции в значительной степени сохранились в своем первоначальном виде. На линиях стали курсировать новые метропоезда (класс «U»), построенные австрийской компанией SGP. Линия U6 — бывшая Gürtel — осталась практически неизменной: архитектура её станций, также созданная Отто Вагнером, была сохранена, где это только было возможно. При этом, на линии изменилось направление движения: с левостороннего на правостороннее.